# Karl Karmarsch
Karl Karmarsch (Viena, 17 de outubro de 1803 – Hannover, 24 de março de 1879) foi um educador alemão nascido na Áustria, diretor fundador da Escola Politécnica de Hannover, a subsequente Universidade de Hanôver.
De 1817 a 1823 foi associado com a Universidade Técnica de Viena, onde foi aluno de Georg Altmütter.
De 1830 até aposentar-se em 1875 foi diretor em Hannover. Em 1863 foi eleito membro estrangeiro da Academia Real das Ciências da Suécia.

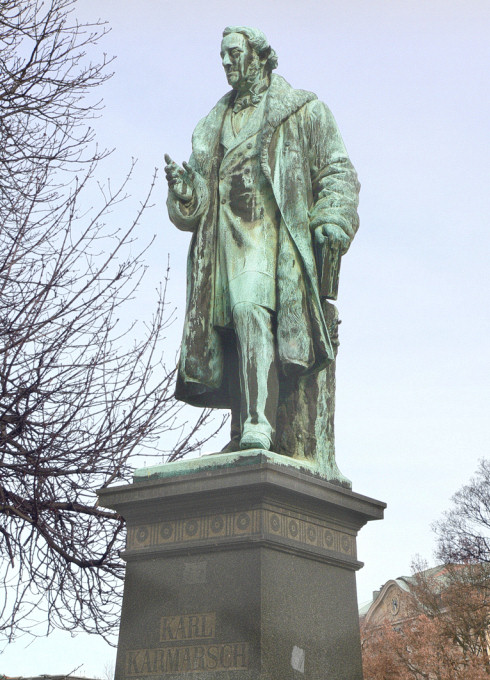
Estátua de bronze de Karmarsch em Hannover

Karmarsch foi um promotor da escola politécnica na Alemanha, considerado um pioneiro da tecnologia mecânica. Com Johann Joseph von Prechtl foi editor de uma enciclopédia com diversos volumes, a Technologische Encyklopädie oder alphabetisches Handbuch der Technologie, der technischen Chemie und des Maschinenwesens.

## Publicações selecionadas
- Grundriß der mechanischen Technologie, dois volumes 1837/41
- Geschichte Der Technologie Seit Der Mitte Des Achtzehnten Jahrhundert, 1872[1]